# DR/Only One Song
《DR/Only One Song》은 TOKIO의 24번째 싱글이다.

## 설명
- 〈DR〉은 나가세 토모야 주연 드라마 《한도쿠!!!》 주제곡.
- 〈Only One Song〉은 멤버 전원이 출연하는 후지 TV 버라이어티 멘토레 G 엔딩 곡으로 타이업, 2001년 10월부터 2002년 9월까지 사용되었다.

## 발매 타입
- 초회반 : 응모권이 들어가 있다.
- 통상반

## 수록곡
1. DR
  - 작사/작곡 : 쿠보타 코타로 / 편곡:KAM
2. Only One Song
  - 작사/작곡 : TWUNE 편곡 : 쿠보 칸 이치로
3. DR (Backing Track)
4. Only One Song(Backing Track)